# 백산서원 (김제시)
백산서원(白山書院)은 대한민국 전북특별자치도 김제시 백산면에 있는 서원이다. 2000년 6월 23일 전라북도의 문화재자료 제158호로 지정되었다.

## 개요
윤찬·윤여임·백선남·윤자선·윤자민의 학문과 덕을 추모하기 위해 세운 서원이다.
윤찬은 조선 중기 무신이다. 임진왜란 당시 야인으로서 선조의 수레를 호위하여 피난길을 도왔다. 후에 선전관에 제수되고, 오위도총부부총관에 이른다.
윤여임은 조선 중기 무신이다. 무과에 급제하고 광해군 14년(1622) 조총·대포 등을 만들어 포상받아 선전관이 되었다. 병자호란 때 쌍령전투에서 싸우다 전사하였다. 후일 병조판서에 추증된다.
윤지선은 조선 후기 문신이다.
백산서원은 70여년 전에 세운 건물로 규모가 웅장하다. 기둥으로 쓰인 나무는 백두산 것을 서해바다를 거쳐 직접 운송한 것인데 보존 상태가 매우 양호하다. 남아 있는 건물로는 사당, 강당, 내삼문 ·외삼문이 있다.

## 배향 인물
- 윤찬 - 조선 중기의 무신
- 윤여임(尹汝任, 1590~1637)
- 백선남 - 조선 후기 김제 출신의 무신
- 윤자선 - 조선 후기 문신
- 윤자민 - 윤자선의 동생

## 참고 자료
- 백산서원 - 국가유산청 국가유산포털
- 백산서원(白山書院) - 한국서원연합회